# Trujillo (Trujillo)
Pour les articles homonymes, voir Trujillo.
Trujillo est l'une des vingt municipalités de l'État de Trujillo au Venezuela. Son chef-lieu est Trujillo, la capitale de l'État. En 2011, la population s'élève à 54 213 habitants.

## Géographie

### Subdivisions
La municipalité est divisée en sept paroisses civiles avec, chacune à sa tête, une capitale (entre parenthèses) :
- Andrés Linares (San Lázaro) ;
- Chiquinquirá (Chiquinquirá) ;
- Cristóbal Mendoza (Santa Rosa) ;
- Cruz Carrillo (La Plazuela) ;
- Matriz (Matriz) ;
- Monseñor Carrillo (San Jacinto) ;
- Tres Esquinas (Tres Esquinas).